# Либан на Светском првенству у атлетици на отвореном 2019.
Либан је учествовао на 17. Светском првенству у атлетици на отвореном 2019. одржаном у Дохи од 27. септембра до 6. октобра седамнаести пут, односно учествовао је на свим првенствима до данас. Репрезентацију Либана представљао је 1 атлетичар који се такмичио у трци на 200 метара.,.
На овом првенству такмичар Либана није освојио ниједну медаљу али је оборио национални и лични рекорд.

## Учесници
Мушкарци:
- Ноуредине Хадид — 200 м

## Резултати

### Мушкарци
| Атлетичар       | Дисциплина | Лични рекорд | Квалификације | Квалификације | Полуфинале           | Полуфинале           | Финале               | Финале       | Детаљи |
| Атлетичар       | Дисциплина | Лични рекорд | Резултат      | Место         | Резултат             | Место                | Резултат             | Место        | Детаљи |
| --------------- | ---------- | ------------ | ------------- | ------------- | -------------------- | -------------------- | -------------------- | ------------ | ------ |
| Ноуредине Хадид | 200 м      | 20,85        | 20,84 НР, ЛР  | 6. у гр. 3    | Није се квалификовао | Није се квалификовао | Није се квалификовао | 39 / 50 (53) |        |